# N12 - Limfjordroute
De N12 - Limfjordroute (Deens: Limfjordsruten) is een landelijke lusvormige langeafstandsfietsroute in Denemarken. De route loopt rond de Limfjord. Het traject is bewegwijzerd in twee richtingen met het cijfer 12 en is onderdeel van de nationale fietsroutes van Denemarken.

## Traject
De route begint en eindigt in Thisted in het noordwesten van Jutland. In het begin loopt de route oostwaarts naar de Oostzee. In Nørresundby kruist de route de EuroVelo EV3 Pelgrimsroute en de landelijke route N3 - Ossenwegroute. Bij Hals bereikt de route de Oostzee en kan worden aangesloten op de EuroVelo EV12 Noordzeeroute en de landelijke route N5 - Oostkustroute. De route gaat nu westwaarts naar de stad Aalborg waar de EV3 en de N3 weer gekruist worden (Aalborg ligt direct ten zuiden van Nørresundby).
De route loopt aan de zuidkant van de Limfjord en loopt soms kort parallel met de landelijke route N2 - Hanstholm-Kopenhagen. 
In Harboøre bereikt de route de Waddenzee en loopt dan kort parallel mee met de EuroVelo EV12 Noordzeeroute en de landelijke route N1 - Westkustroute. In Vilsund Vest kruist ze de N2 alvorens te eindigen in Thisted.

## Aansluitingen met Europese routes
- In Nørresundby kruist de route de EuroVelo EV3 Pelgrimsroute.
- In Hals kruist de route de EuroVelo EV12 Noordzeeroute.
- In Aalborg kruist de route de EuroVelo EV3 Pelgrimsroute.
- Tussen Harboøre en Agger loopt de route parallel met de EuroVelo EV12 Noordzeeroute.

## Aansluitingen met andere routes
- In Nørresundby kruist de route de landelijke route N3 - Ossenwegroute.
- In Hals kruist de route de landelijke route N5 - Oostkustroute.
- In Aalborg kruist de route de landelijke route N3 - Ossenwegroute.
- Tussen Løgstrup en Knudby loopt de route parallel met de landelijke route N2 - Hanstholm-Kopenhagen.
- Tussen Skive en Jebjerg loopt de route parallel met de landelijke route N2 - Hanstholm-Kopenhagen.
- Tussen Glyngøre en Sallingsund loopt de route parallel met de landelijke route N2 - Hanstholm-Kopenhagen.
- Tussen Harboøre en Agger loopt de route parallel met de landelijke route N1 - Westkustroute.
- In Vilsund Vest kruist de route de landelijke route N2 - Hanstholm-Kopenhagen.